# Hugh Grant

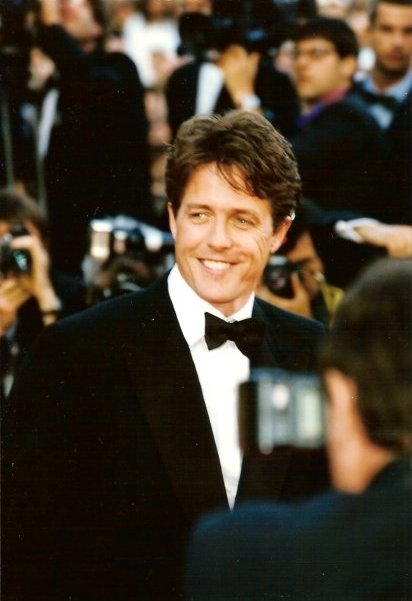
Hugh Grant na FF v Cannes, 1997

Hugh Grant, celým jménem Hugh John Mungo Grant (* 9. září 1960 Hammersmith, Londýn) je britský herec oceněný Zlatým glóbem, cenou BAFTA a Čestným Césarem. 
Nejlépe je znám rolemi šarmantních, nesmělých romantiků, především v romantických komediích, což mu v 90. letech vyneslo mimořádnou popularitu zejména u ženského publika. Jeho komediální talent se projevuje nonšalantním sarkasmem a výraznými neverbálními projevy. Mnohdy ovšem dokázal, že je také nadaným charakterním hercem.

## Životopis

### Kariéra
Vystudoval angličtinu na univerzitě v Oxfordu. Postgraduálně začal studovat dějiny umění, studium kvůli začínající herecké kariéře nedokončil. Jeho filmový debut proběhl v roce 1982, kdy si zahrál ve filmu Privilegovaní. V následujících letech hrál v několika televizních seriálech.
Filmový průlom nastal v roce 1993, kdy získal hlavní roli ve filmu Soumrak dne. Výrazně na sebe upozornil o rok později v komedii Čtyři svatby a jeden pohřeb kde zahrál plachého starého mládence Charlese. Tato role mu vynesla Zlatý glóbus, což jej zařadilo mezi filmové hvězdy. Charakterově podobnou roli si zahrál i ve filmech Rozum a cit (1995), Dva v tom (1995), Notting Hill (1999) a Láska nebeská (2003). Zápornější roli měl v Deníku Bridget Jonesové (2001) a v jeho pokračování Bridget Jonesová: S rozumem v koncích (2004). Následně ztvárnil moderátora Martina Tweeda v parodii na americkou reality show Hledáme Ydol (2006).
V roce 2007 se objevil po boku Drew Barrymoreové v romantickém hudebním snímku Hudbu složil, slova napsal. V roce 2012 ztvárnil šest rolí v britském filmu Atlas mraků. V roce 2015 se objevil ve vedlejší roli v akčním filmu Krycí jméno U.N.C.L.E.. O rok později ztvárnil mladšího manžela Meryl Streepové v komedii Božská Florence.
Hereckou renesanci zažil v druhé polovině dekády, kdy se projevil jako charakterní herec, jenž snadno ztvární jakoukoliv roli. Objevil se jako padouch v rodinném filmu Paddington 2 (2017) či ztvárnil homosexuálního soukromého detektiva v krimi komedii Guye Ritchieho Gentlemani (2019). Za svůj výkon v oceňované minisérii Mělas to vědět (2020), kde se objevil po boku Nicole Kidman, byl nominován na Zlatý Glóbus.

### Osobní život
V roce 1987 se při natáčení španělského filmu Remando Al Viento setkal s herečkou Elizabeth Hurleyovou, která ve filmu ztvárnila jeho bývalou milenku. Grant začal s Hurleyovou chodit již během natáčení a jejich vztah se těšil nebývalému zájmu médií. Po třinácti letech se pár v roce 2000 rozešel v přátelském duchu. Grant se o dva roky později stal kmotrem jejího syna Damiana (* 2002).
Grant má pět dětí se dvěma ženami. V září roku 2011 se mu a jeho tehdejší partnerce Tinglan Hongové narodila dcera Tabitha. V září 2012 se Grantovi narodil syn, ze svazku se švédskou televizní producentkou Annou Ebersteinovou. Grant se v mezičase dal na krátkou dobu opět dohromady s Tinglan Hongovou a v prosinci 2012 se Hongové narodil syn, Grantovo třetí dítě. V prosinci 2015 se Grantovi a Ebersteinové narodila dcera a v roce 2018 se jim narodilo další dítě (jejich společné třetí, Grantovo páté). Dne 25. května 2018 proběhla svatba Granta a Ebersteinové.

### Politické postoje
Je velkým odpůrcem odchodu Velké Británie z Evropské unie, ve volbách v prosinci 2019 ostře kritizoval britského konzervativního premiéra Johnsona a podporoval stranu Liberálních demokratů.

## Filmografie

### Film
| Rok  | Název                                            | Role                                                                                            | Poznámky                             |
| ---- | ------------------------------------------------ | ----------------------------------------------------------------------------------------------- | ------------------------------------ |
| 1982 | Privileged                                       | Lord Adrian                                                                                     | v titulcích uveden jako Hughie Grant |
| 1987 | Maurice                                          | Clive Durham                                                                                    |                                      |
| 1987 | White Mischief                                   | Hugh Cholmondeley                                                                               |                                      |
| 1988 | Remando al viento                                | Lord Byron                                                                                      |                                      |
| 1988 | Doupě bílého červa                               | Lord James D'Ampton                                                                             |                                      |
| 1988 | The Dawning                                      | Harry                                                                                           |                                      |
| 1988 | La Nuit Bengali                                  | Allan                                                                                           |                                      |
| 1988 | Nocturnes                                        | Chopin                                                                                          | krátký film                          |
| 1990 | Velký muž                                        | Gordon                                                                                          |                                      |
| 1991 | Impromptu                                        | Fryderyk Chopin                                                                                 |                                      |
| 1992 | Hořký měsíc                                      | Nigel Dobson                                                                                    |                                      |
| 1993 | Soumrak dne                                      | Reginald Cardinal                                                                               |                                      |
| 1993 | Vlak do pekla                                    | Martin Gamil                                                                                    |                                      |
| 1994 | Čtyři svatby a jeden pohřeb                      | Charles                                                                                         |                                      |
| 1994 | Sirény                                           | Anthony Campion                                                                                 |                                      |
| 1995 | Čas smyslnosti                                   | Elias Finn                                                                                      |                                      |
| 1995 | Rozum a cit                                      | Edward C. Ferrars                                                                               |                                      |
| 1995 | Dva v tom                                        | Samuel Faulkner                                                                                 |                                      |
| 1995 | Angličan, který vylezl na kopec (a slezl z hory) | Reginald Anson                                                                                  |                                      |
| 1995 | Neobvyklé dobrodružství                          | Meredith Potter                                                                                 |                                      |
| 1996 | Smrtící léčba                                    | dr. Guy Luthan                                                                                  |                                      |
| 1999 | Mickovy modré oči                                | Michael Felgate                                                                                 |                                      |
| 1999 | Notting Hill                                     | William Thacker                                                                                 |                                      |
| 2000 | Darebáčci                                        | David Perrette                                                                                  |                                      |
| 2001 | Deník Bridget Jonesové                           | Daniel Cleaver                                                                                  |                                      |
| 2002 | Láska s výstrahou                                | George Wade                                                                                     |                                      |
| 2002 | Jak na věc                                       | Will Freeman                                                                                    |                                      |
| 2003 | Láska nebeská                                    | David                                                                                           |                                      |
| 2004 | Bridget Jonesová: S rozumem v koncích            | Daniel Cleaver                                                                                  |                                      |
| 2005 | Housewarming                                     | nový soused                                                                                     | cameo                                |
| 2006 | Hledáme Ydol                                     | Martin Tweed                                                                                    |                                      |
| 2007 | Hudbu složil, slova napsal                       | Alex Fletcher                                                                                   |                                      |
| 2009 | Morganovi                                        | Paul Morgan                                                                                     |                                      |
| 2012 | Piráti!                                          | kapitán pirátů                                                                                  | dabing                               |
| 2012 | Atlas mraků                                      | reverend Giles Horrox zaměstnanec hotelu Lloyd Hooks Denholme Cavendish Seer Rhee náčelník Konů |                                      |
| 2014 | Učitelem z nouze                                 | Keith Michaels                                                                                  |                                      |
| 2015 | Krycí jméno U.N.C.L.E.                           | Alexander Waverly                                                                               |                                      |
| 2016 | Božská Florence                                  | Clair Bayfield                                                                                  |                                      |
| 2017 | Paddington 2                                     | Phoenix Buchanan                                                                                |                                      |
| 2019 | Gentlemani                                       | Fletcher                                                                                        |                                      |
| 2022 | Operace Fortune: Ruse de guerre                  | Greg Simmonds                                                                                   |                                      |
| 2022 | Na nože: Glass Onion                             | Phillip                                                                                         | cameo                                |
| 2023 | Dungeons & Dragons: Čest zlodějů                 | Forge Fletcher                                                                                  |                                      |
| 2023 | Wonka                                            | Lofty                                                                                           |                                      |
| 2024 | Bez polevy                                       | Thurl Ravenscroft                                                                               |                                      |
| 2025 | Bridget Jonesová: Láskou šílená                  | Daniel Cleaver                                                                                  | postprodukce                         |

### Televize
| Rok  | Název                                                 | Role                          | Poznámky                                                            |
| ---- | ----------------------------------------------------- | ----------------------------- | ------------------------------------------------------------------- |
| 1985 | Honour, Profit & Pleasure                             | Lord Burlington               | televizní film                                                      |
| 1985 | Jenny's War                                           | Peter Baines                  | 3 díly                                                              |
| 1985 | The Detective                                         | Andrew Blackenall             | 2 díly                                                              |
| 1985 | Nejvzdálenější místo na Zemi                          | Apsley Cherry-Garrard         | 6 dílů                                                              |
| 1986 | Lord Elgin and Some Stones of No Value                | William Hamilton Nisbet/James | televizní film                                                      |
| 1986 | The Demon Lover                                       | Robert Drover                 | televizní film                                                      |
| 1986 | Ladies in Charge                                      | Gerald Boughton-Green         | díl: „The Shadow“                                                   |
| 1986 | A Very Peculiar Practice                              | kazatel Colin                 | díl: „We Love You, That's Why We're Here“                           |
| 1989 | Dokud se nesejdeme                                    | Bruno de Lancel               | 2 díly                                                              |
| 1989 | Champagne Charlie                                     | Charles Heidsieck             | televizní film                                                      |
| 1989 | Dáma a zbojník                                        | Lucius Vyne/Silver Blade      | televizní film                                                      |
| 1991 | The Trials of Oz                                      | Richard Neville               | televizní film                                                      |
| 1991 | Naši synové                                           | James Grant                   | televizní film                                                      |
| 1991 | Performance                                           | Alsemero/Richard Neville      | 2 díly                                                              |
| 1992 | Šekspir: Velikije komedii i tragedii                  | Sebastian                     | dabing rusko-amerického animovaného seriálu díl: „Večer tříkrálový“ |
| 1994 | The Changeling                                        | Alsemero                      | televizní film                                                      |
| 1996 | Chůva k pohledání                                     | on sám                        | neuveden v titulcích díl: „The Rosie Show“                          |
| 1999 | Robbie the Reindeer in Hooves of Fire                 | Blitzen                       | americký dabing televizní pořad                                     |
| 1999 | Comic Relief: Doctor Who and the Curse of Fatal Death | 12. doktor                    | televizní pořad                                                     |
| 2002 | Robbie the Reindeer in Legend of the Lost Tribe       | Blitzen                       | americký dabing televizní pořad                                     |
| 2017 | Red Nose Day Actually                                 | David                         | televizní krátký film                                               |
| 2017 | W1A                                                   | on sám                        | díl: „3.4“                                                          |
| 2018 | Skandál po anglicku                                   | Jeremy Thorpe                 | 3 díly                                                              |
| 2019 | One Red Nose Day and a Wedding                        | Charles                       | televizní krátký film                                               |
| 2020 | Mělas to vědět                                        | Jonathan Fraser               | minisérie, 6 dílů                                                   |
| 2020 | Smrt do roku 2020                                     | Tennyson Foss                 | TV speciál                                                          |
| 2021 | Smrt roku 2021!                                       | Tennyson Foss                 | TV speciál                                                          |